# Tribute to Orange
Tribute to Orange  — студійний альбом блюзового музиканта Джиммі Докінса, випущений лейблом Black & Blue в 1971 році.

## Опис
У записі взяли участь гітаристи Кларенс Браун і Отіс Раш та піаніст Казен Джо. Композиції 1—8 були записані 30 листопада 1971 року на студії Condorset Studios в Тулузі (Франція); композиції 9—13 записані 26 вересня 1974 на студії Barclay Studios в Парижі і вийшли в перевиданій версії альбому.
Tribute to Orange присвячений французькому місту Оранж, в якому Докінс отримав нагороду Grand Prix du Disque за альбом Fast Fingers. Серед композицій — інструментальна кавер-версія пісні «Ode to Billie Joe» Боббі Джентрі та «It Serves You Right to Suffer» Джона Лі Хукера.
Перевиданий в 1974 році на лейблі Evidence Records.

## Список композицій
1. «All for Business» (Джиммі Докінс) — 5:59
2. «You Got to Keep on Trying» (Джиммі Докінс) — 6:11
3. «Ain't Never Had Nothing» (Джиммі Докінс) — 3:17
4. «Born in Poverty» (Джиммі Докінс) — 4:40
5. «Marcelle Morgantini's Cassoulet» (Джиммі Докінс) — 6:04
6. «Your Love» (Джиммі Докінс) — 3:30
7. «Tribute to Orange» (Джиммі Докінс) — 4:23
8. «Mississippi Bound» (Джиммі Докінс) — 6:37
9. «Life Is a Mean Mistreater» (Джиммі Докінс) — 6:08
10. «Mean Atlantic Ocean» (Джиммі Докінс) — 5:41
11. «It Serves You Right to Suffer» (Джон Лі Хукер) — 3:39
12. «Marcelle Jacques et Luc» (Джиммі Докінс) — 3:53
13. «Ode to Billie Joe» (Боббі Джентрі) — 2:59

## Учасники запису
- Джиммі Докінс — гітара і вокал
- Кларенс Браун — гітара (1-8)
- Казен Джо — фортепіано (1-8)
- Мек Томпсон — бас (1-8)
- Тед Гарві — ударні (1-8)
- Отіс Раш — гітара (9-13)
- Джером Ван Джонс — орган (9-13)
- Джеймс Грін — бас (9-13)
- Боб Планкетт — ударні (9-13)